# 平賀町
平賀町（ひらかまち）は、青森県の中南部、南津軽郡にあった町である。
中世の平賀郷から名付けられた町名であった。

## 地理
- 山：櫛ヶ峯、藤沢森、柴森、柴森、矢捨山
- 河川：平川、浅瀬石川、引座川

### 隣接していた自治体
- 青森県
  - 黒石市
  - 弘前市
  - 十和田市
  - 南津軽郡：尾上町、大鰐町、碇ヶ関村
- 秋田県
  - 鹿角郡：小坂町

## 行政
- 町長：外川三千雄

### 歴代町長
| 代    | 氏名         | 就任年月日                |
| ----- | ------------ | ------------------------- |
| 1     | 小野清勝     | 1955年（昭和30年）3月1日  |
| 2     | 須々田哲三郎 | 1959年（昭和34年）4月1日  |
| 3     | 小野清勝     | 1963年（昭和38年）4月1日  |
| 4-6   | 水木強二     | 1966年（昭和41年）12月8日 |
| 7-8   | 原田忠太郎   | 1978年（昭和53年）12月7日 |
| 9     | 奈良蓮雄     | 1986年（昭和61年）12月8日 |
| 10-12 | 外川三千雄   | 1994年（平成6年）12月7日  |

## 沿革
- 1955年（昭和30年）3月1日 - 南津軽郡柏木町・大光寺町・尾崎村・竹館村・町居村が合併し、平賀町となる[1]。
- 2006年（平成18年）1月1日 - 南津軽郡尾上町・碇ヶ関村と合併して平川市となる[1]。

## 姉妹都市・提携都市

### 国内
- 山田町（岩手県）
  - 1990年（平成2年）8月2日 友好親善都市締結
- 知覧町（鹿児島県）
  - 2000年（平成12年）1月1日 友好親善交流盟約

## 教育

### 高等学校
- 青森県立柏木農業高等学校

### 中学校
- 平賀町立平賀東中学校
- 平賀町立平賀西中学校
- 平賀町立葛川中学校
- 平賀町立小国中学校

### 小学校
- 平賀町立葛川小学校
- 平賀町立小国小学校
- 平賀町立平賀東小学校
- 平賀町立松崎小学校
- 平賀町立広船小学校
- 平賀町立大坊小学校
- 平賀町立柏木小学校
- 平賀町立小和森小学校
- 平賀町立竹館小学校

## 交通

### 鉄道路線
- 弘南鉄道
  - 弘南線：館田駅 - 平賀駅 - 柏農高校前駅

### バス路線
- 弘南バス

### 道路
- 一般国道
  - 国道102号
  - 国道454号
- 県道
  - 青森県道13号大鰐浪岡線

## 名所・旧跡・観光スポット・祭事・催事
- 平賀温泉郷
- 白岩森林公園
- 志賀坊森林公園
- ねぷた展示館
- ひらかドーム